# Atelopus balios
Atelopus balios é uma espécie de sapo da família Bufonidae. Ele é endêmico no Equador. Seu habitat natural são as florestas úmidas das terras baixas em áreas tropicais e subtropicais e áreas próximas aos rios. Está ameaçado pela perda do seu habitat. Ele havia sido considerado extinto, até ser reencontrado durante uma caça às espécies desaparecidas.